# Džus noci
Džus noci (2021) je páté řadové album hudební skupiny Mig 21, které kapela vydala v září roku 2021. Jednotlivé písně na desce vznikaly v době pandemie covidu-19. Většinu hudby složil člen kapely Tomáš Polák, pouze u skladby „Ptáček“ je autorem hudebního doprovodu stálý host kapely Matej Benko. Autorem textů všech písní je Jiří Macháček.
U dvou písní na albu se objeví vedle členů kapely i zvláštní hosté. Ve skladbě „Tykej mi“ jsou to Matěj Ruppert a Radek Škarohlíd, který jinak působí v metalovém uskupení Hentai Corporation, a v písni „Svádíš“ zas Martha Issová a Erika Stárková.

## Seznam skladeb
1. „Džus noci“
2. „Hádej, co žena žádá“
3. „Hyjé!“
4. „TěsněVedleSebe“
5. „Svádíš“
6. „Nechej se“
7. „Hej kámo!“
8. „Svoboda není levná věc“
9. „Tykej mi“
10. „Hurá“
11. „Ptáček“
12. „Jedině láska“

## Ocenění
Za album získala skupina Mig 21 při vyhlašování 1. dubna 2022 druhé místo na hudebních cenách Žebřík v kategorii „Album“.